# Frolowo
Frolowo (russisch Фролово) ist eine russische Stadt mit 39.449 Einwohnern (Stand 14. Oktober 2010) in der Oblast Wolgograd, Föderationskreis Südrussland. Sie hat den Status eines Stadtkreises und ist zugleich Verwaltungszentrum des gleichnamigen Rajons in der Oblast Wolgograd.

## Geographie
Frolowo liegt mitten in der südrussischen Steppenlandschaft am Fluss Artscheda aus dem Flusssystem des Don. Das Klima in und um Frolowo ist trocken und hochkontinental mit einem starken Temperaturgefälle zwischen den Sommer- und den Wintermonaten (bis 40 °C bzw. bis unter −35 °C).
Die Oblasthauptstadt Wolgograd befindet sich 148 Kilometer südöstlich von Frolowo. Die nächstgelegene Stadt ist Michailowka 44 km nordwestlich.

## Geschichte
Der Ort war seit 1859 als von Kosaken bewohntes Dorf namens Chutor Frolowski (Хутор Фроловский) bekannt und zählte zu jener Zeit rund 250 Einwohner. Beim Bau der Eisenbahnstrecke Grjasi–Poworino–Zarizyn in den 1870er-Jahren entstand hier unter dem Namen Lyschinski (Лыжинский) eine Eisenbahnersiedlung an der Bahnstation, welche nach dem Fluss Artscheda benannt wurde und bis heute diesen Namen trägt.
1928 wurde der Rajon Frolowo gebildet, zu dessen Zentrum Lyschinski wurde. 1936 erhielt der Ort die Stadtrechte und seinen heutigen Namen. Während des Zweiten Weltkriegs litt Frolowo im Zeitraum von Juli 1942 bis Januar 1943 stark unter Luftangriffen der Wehrmacht, die es vor allem auf die Eisenbahninfrastruktur der Stadt abgesehen hatte, um Nachschubwege für die Rote Armee in der Schlacht von Stalingrad zu kappen.
In der Stadt befanden sich die beiden Kriegsgefangenenlager 50 und 163 für deutsche Kriegsgefangene des Zweiten Weltkriegs. Lager 50 wurde bereits kurz nach der Schlacht um Stalingrad eröffnet. Beide Lager wurden später von stalingrader Kriegsgefangenenlagern übernommen. 
Die Einwohnerzahl hat sich in Frolowo im 20. Jahrhundert wie folgt entwickelt:

### Bevölkerungsentwicklung
| Jahr | Einwohner |
| ---- | --------- |
| 1929 | 11.100    |
| 1939 | 17.407    |
| 1959 | 26.438    |
| 1970 | 33.398    |
| 1979 | 39.525    |
| 1989 | 41.680    |
| 2002 | 41.132    |
| 2010 | 39.449    |

Anmerkung: Volkszählungsdaten (1929 gerundet)

## Wirtschaft und Verkehr

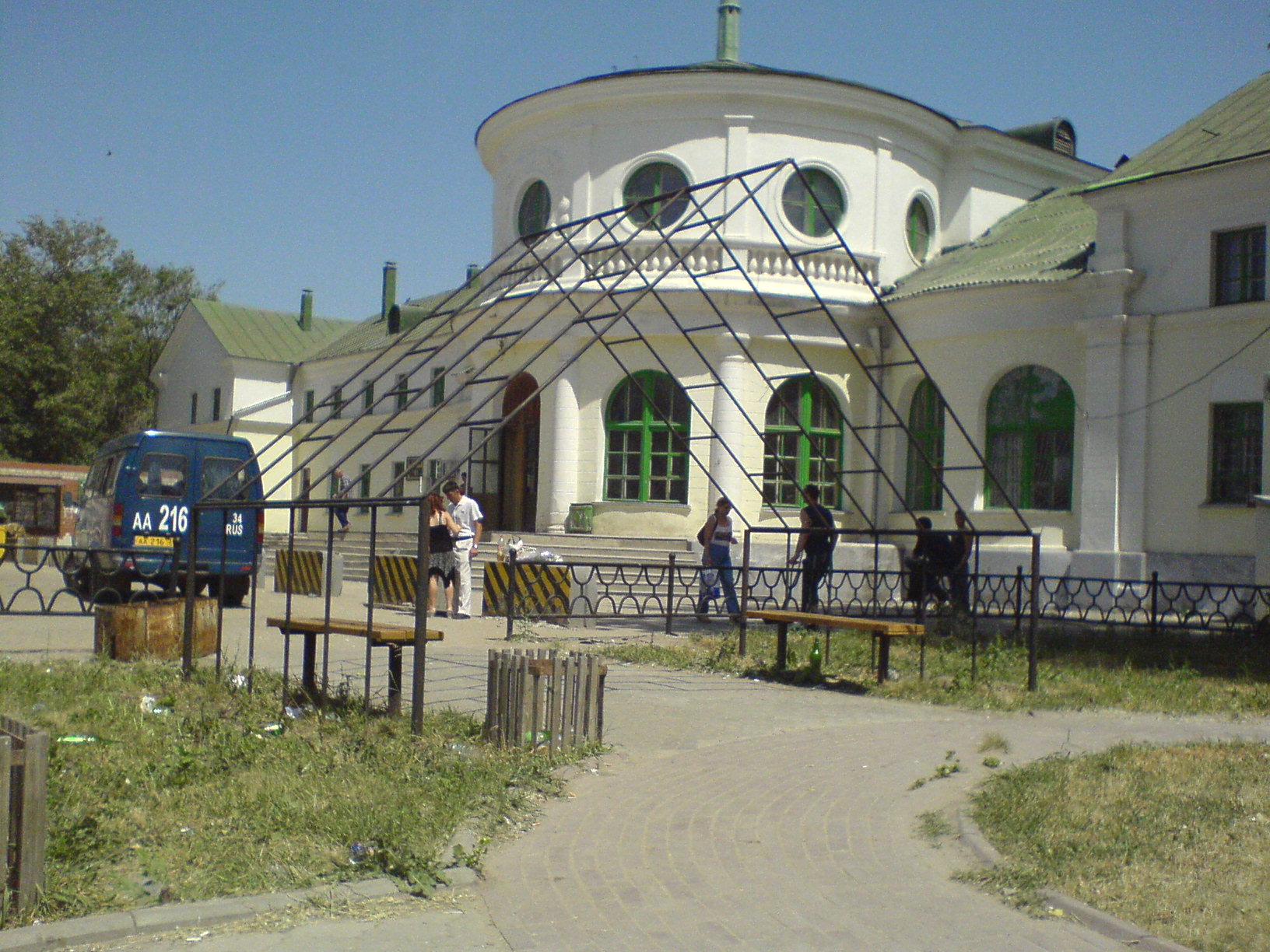
Bahnhof Frolowo

Frolowo besitzt ein Stahlwerk sowie Betriebe zur Produktion von Haushaltschemikalien, außerdem ein Milchwerk, Nahrungsmittelkombinate und ein Getreidesilo. In der Umgebung spielt die Landwirtschaft eine bedeutende Rolle, darunter der Anbau von Kartoffeln und Gemüse und die Haltung von Schweinen, Schafen, Ziegen, Geflügel, und auch die Imkerei.
Die Stadt liegt an der Fernstraße R22 auf dem Abschnitt zwischen Michailowka und Wolgograd. Parallel verläuft die zur Wolga-Eisenbahn gehörende Strecke, an der Frolowo einen Bahnhof mit zwei Lokschuppen hat.

## Bildung und Kultur
In Frolowo gibt es eine Wirtschaftsfachschule.
Sehenswert ist ein historisches Wohnhaus des Kaufmanns Dejew aus dem 19. Jahrhundert, das im Stadtzentrum erhalten ist.

## Söhne und Töchter der Stadt
- Iwan Lossew (1878–1963), Chemiker und Hochschullehrer
- Sinaida Jermoljewa (1898–1974), Mikrobiologin und Bakteriologin